# Lester Holtzman
Lester Holtzman (ur. 1 czerwca 1913 w Nowym Jorku, zm. 12 listopada 2002) – amerykański polityk, członek Partii Demokratycznej.

## Działalność polityczna
W okresie od 3 stycznia 1953 do rezygnacji 31 grudnia 1961 przez pięć kadencji był przedstawicielem 6. okręgu wyborczego w stanie Nowy Jork w Izbie Reprezentantów Stanów Zjednoczonych.